# 경제학 박사
경제학 박사(經濟學 博士)는 대학원 관련 학위이다. 이 학위로써 대학 예하 경제학 교수직원 직위를 지내는 것이 대표적이다.